# Ветров, Сергей Николаевич
Серге́й Никола́евич Ве́тров (род. 8 мая 1968) — советский и российский легкоатлет, специалист по барьерному бегу. Выступал в 1989—2000 годах, чемпион России в беге на 110 метров с барьерами, многократный победитель и призёр первенств всероссийского значения. Представлял Москву. Мастер спорта России международного класса.

## Биография
Сергей Ветров родился 8 мая 1968 года. Занимался лёгкой атлетикой в Москве, окончил Российский государственный университет физической культуры, спорта, молодёжи и туризма по специальности «тренер по лёгкой атлетике».
Участвовал в крупных всесоюзных стартах начиная с 1989 года.
В 1990 году принял участие в чемпионате СССР в Киеве, в финале бега на 110 метров с барьерами финишировал четвёртым.
В феврале 1991 года выиграл турнир в Москве, установив свой личный рекорд в беге на 60 метров с барьерами в помещении — 7,62.
В июле 1992 года выиграл соревнования в Москве, где установил личный рекорд в 110-метровом барьерном беге на открытом стадионе — 13,66.
В 1996 году в 60-метровом барьерном беге победил на Мемориале Дьячкова в Москве, в матчевой встрече со сборной Великобритании в Бирмингеме, взял бронзу на зимнем чемпионате России в Москве. На летнем чемпионате России в Санкт-Петербурге пришёл к финишу пятым, тогда как на Кубке России в Сочи получил серебро.
На чемпионате России 1997 года в Туле завоевал бронзовую награду в барьерном беге на 110 метров.
В 1998 году выиграл серебряную медаль на зимнем чемпионате России в Москве, разделил золото с Сергеем Манаковым на летнем чемпионате России в Москве, показав с ним одинаковое время — 13,96.
В 1999 году в беге на 60 метров с барьерами победил на Рождественском кубке в Москве и на международном турнире «Русская зима» в Москве, был вторым на зимнем чемпионате России в Москве. В беге на 110 метров с барьерами финишировал четвёртым на Мемориале братьев Знаменских в Москве, победил на Мемориале Владимира Куца в Москве и на первенстве Москвы, стал вторым на летнем чемпионате России в Туле.
В 2000 году показал пятый результат на зимнем чемпионате России в Волгограде, занял четвёртое место на Кубке России в Туле. По окончании сезона завершил спортивную карьеру.
За выдающиеся спортивные достижения удостоен почётного звания «Мастер спорта России международного класса».
Впоследствии работал тренером в московском фитнес-клубе World Class.